# تس هنلی
تس هنلی (به انگلیسی: Tess Henley) خواننده، ترانه‌سرا و پیانیست آمریکایی اهل کنت، واشینگتن، ایالات متحده است. هنلی که در یک خانواده موزیکال متولد شد، از دوران کودکی قبل از شروع حرفه ای برای اجرای موسیقی سول، مطالعه و اجرا کرد. از سال ۲۰۰۸، او چندین آلبوم کامل و تک آهنگ منتشر کرده‌است. او اولین حضور تلویزیونی خود را در سال ۲۰۱۵ در جیمی کیمل لایو! تجربه کرد.
تس به عنوان یک فرزند وسطی که از یک خواننده حرفه ای متولد شد، بزرگ شد. او خواهر کوچکتر کارسون هنلی موزیسین است. هنلی در سال ۲۰۰۶ از دبیرستان کنتلیک در کنت، واشینگتن فارغ‌التحصیل شد، جایی که در تمام طول سال بسکتبال و فوتبال بازی می‌کرد. در سال ۲۰۱۰، هنلی از دانشگاه واشینگتن در رشته ارتباطات فارغ‌التحصیل شد.